# Rubek Meupayong
Rubek Meupayong is een bestuurslaag in het regentschap Aceh Barat Daya van de provincie Atjeh, Indonesië. Rubek Meupayong telt 852 inwoners (volkstelling 2010).